# Lettera
"Lettera" é uma canção gravada pela cantora italiana Laura Pausini para seu segundo álbum de estúdio, Laura, sendo lançada pela CGD Records em outubro de 1994 como o terceiro single do álbum.

## Composição
As letras da canção foram escritas por Cheope e Marco Marati e a melodia foi composta por Giovanni Salvatori e Angelo Valsiglio, que também é o produtor junto a Marco Marati. A faixa foi gravada em 1994 no Estúdio Santana Recording, em Castelfranco Emilia.
Posteriormente em 1994, a faixa foi gravada também em língua espanhola, sob o título "Carta", cuja adaptação da letra é de Ignacio Ballesteros, e foi inserida no álbum Laura Pausini lançado para o mercado hispânico.

## Formatos e faixas
CD single - Europa
1. "Lettera" – 3:42
2. "La soledad" – 4:04

CD single - Europa
1. "Lettera" – 3:42
2. "La soledad" – 4:04
3. "Perché non torna più" – 4:10

## Créditos
Créditos musicais
- Laura Pausini – vocalista
- Riccardo Galardini – guitarra elétrica, guitarra acústica
- Gianni Salvatori – guitarra elétrica, guitarra acústica
- Stefano Allegra – baixo elétrico
- Cesare Chiodo – baixo elétrico
- Massimo Pacciani – bateria, percussão
- Simone Papi – piano, programação

## Desempenho nas tabelas musicais
| Tabela musical (1994)                         | Melhor posição |
| --------------------------------------------- | -------------- |
| Bélgica - Ultratop 50 Singles (Flandres)      | 41             |
| Países Baixos - Dutch Charts (Single Top 100) | 43             |
| Países Baixos - Dutch Top 40 (Tipparade)      | 6              |

## Cover
Em 1995 o cantor Renato Russo regravou a canção "Lettera" para seu álbum Equilíbrio Distante.